# Palmarés de las pruebas por puntos UCI
El palmarés de las pruebas por puntos UCI se refiere al palmarés de la máxima competición del ciclismo profesional abierta a cualquier tipo de corredor, es decir, sin limitación de edad.
La primera prueba de la Unión Ciclista Internacional que se medía por los puntos obtenidos en los resultados en diferentes carreras, fue el Ranking UCI que se disputó entre 1984, hasta 2004, siendo sustituida por el UCI ProTour, durando esta competición hasta el año 2008. A partir de 2009 se conoce con el nombre de UCI World Ranking y dos años después UCI WorldTour.
A su vez también se han disputado clasificaciones paralelas como la Copa del Mundo de Ciclismo o los rankings de los Circuitos Continentales UCI. La primera, de mayor prestigio incluso que el Ranking UCI, distinguía al mejor clasicómano; y la segunda distingue a los mejores de "segunda categoría" dentro de un continente en carreras que no pertenecen a la máxima categoría.
El femenino, por su parte, comenzó a elaborarse en 1994 y aunque se mantiene an activo tiene más prestigio la Copa del Mundo femenina creada en 1998.
Anteriormente a estos también se han otorgado premios a los mejores ciclistas masculinos de cada año pero sin ser oficiales de la UCI como el Challenge Desgrange-Colombo (1948-1958) y el Super Prestige Pernod International (1959-1987). 

## Palmarés

### Masculino
| Prueba            | Año  | Ganador individual     | Ganador por equipos   | Ganador por países |
| ----------------- | ---- | ---------------------- | --------------------- | ------------------ |
| Ranking FICP      | 1984 | Sean Kelly             | Skil-Sem              | No se entregó      |
| Ranking FICP      | 1985 | Sean Kelly             | Skil-Sem              | No se entregó      |
| Ranking FICP      | 1986 | Sean Kelly             | Kas                   | No se entregó      |
| Ranking FICP      | 1987 | Sean Kelly             | Kas                   | No se entregó      |
| Ranking FICP      | 1988 | Sean Kelly (5)         | Kas                   | No se entregó      |
| Ranking FICP      | 1989 | Laurent Fignon         | Système U             | No se entregó      |
| Ranking FICP      | 1990 | Gianni Bugno           | Chateau D'Ax          | No se entregó      |
| Ranking FICP      | 1991 | Gianni Bugno           | Gatorade              | No se entregó      |
| Ranking FICP      | 1992 | Miguel Induráin        | Banesto               | No se entregó      |
| Ranking UCI       | 1993 | Miguel Induráin        | Banesto               | No se entregó      |
| Ranking UCI       | 1994 | Tony Rominger          | Mapei-Clas            | No se entregó      |
| Ranking UCI       | 1995 | Laurent Jalabert       | Mapei-GB ONCE         | No se entregó      |
| Ranking UCI       | 1996 | Laurent Jalabert       | Mapei-GB              | Italia             |
| Ranking UCI       | 1997 | Laurent Jalabert       | Mapei-GB              | Italia             |
| Ranking UCI       | 1998 | Michele Bartoli        | Mapei-Bricobi         | Italia             |
| Ranking UCI       | 1999 | Laurent Jalabert (4)   | Mapei-Quick Step      | Italia             |
| Ranking UCI       | 2000 | Francesco Casagrande   | Mapei-Quick Step      | Italia             |
| Ranking UCI       | 2001 | Erik Zabel             | Fassa Bortolo         | Italia             |
| Ranking UCI       | 2002 | Erik Zabel             | Mapei-Quick Step      | Italia             |
| Ranking UCI       | 2003 | Paolo Bettini          | Fassa Bortolo         | Italia             |
| Ranking UCI       | 2004 | Damiano Cunego         | T-Mobile              | Italia             |
| UCI ProTour       | 2005 | Danilo Di Luca         | CSC                   | Italia             |
| UCI ProTour       | 2006 | Alejandro Valverde     | CSC                   | España             |
| UCI ProTour       | 2007 | Cadel Evans            | CSC                   | España             |
| UCI ProTour       | 2008 | Alejandro Valverde     | Caisse d'Epargne      | España             |
| UCI World Ranking | 2009 | Alberto Contador       | Astana                | España             |
| UCI World Ranking | 2010 | Joaquim Rodríguez      | Saxo Bank             | España             |
| UCI WorldTour     | 2011 | Philippe Gilbert       | Omega Pharma-Lotto    | Italia (11)        |
| UCI WorldTour     | 2012 | Joaquim Rodríguez      | Sky                   | España             |
| UCI WorldTour     | 2013 | Joaquim Rodríguez      | Movistar              | España             |
| UCI WorldTour     | 2014 | Alejandro Valverde     | Movistar              | España             |
| UCI WorldTour     | 2015 | Alejandro Valverde     | Movistar              | España             |
| UCI WorldTour     | 2016 | Peter Sagan            | Movistar (8)          | España (10)        |
| UCI WorldTour     | 2017 | Greg Van Avermaet      | Sky                   | Bélgica            |
| UCI WorldTour     | 2018 | Alejandro Valverde (5) | Quick-Step Floors     | Bélgica            |
| UCI World Ranking | 2019 | Primož Roglič          | Deceuninck-Quick Step | Bélgica            |
| UCI World Ranking | 2020 | Primož Roglič          | Team Jumbo-Visma      | Francia            |
| UCI World Ranking | 2021 | Tadej Pogačar          | Deceuninck-Quick Step | Bélgica            |
| UCI World Ranking | 2022 | Tadej Pogačar          | Team Jumbo-Visma      | Bélgica            |
| UCI World Ranking | 2023 | Tadej Pogačar (3)      | UAE Team Emirates     | Bélgica (6)        |

### Femenino
| Prueba            | Año  | Ganadora individual      | Ganadora por equipos       | Ganador por países |
| ----------------- | ---- | ------------------------ | -------------------------- | ------------------ |
| Ranking UCI       | 1994 | Monica Valvik-Valen      | No se entregó              | ?                  |
| Ranking UCI       | 1995 | Jeannie Longo            | No se entregó              | ?                  |
| Ranking UCI       | 1996 | Jeannie Longo            | No se entregó              | ?                  |
| Ranking UCI       | 1997 | Hanka Kupfernagel        | No se entregó              | ?                  |
| Ranking UCI       | 1998 | Diana Žiliūtė            | No se entregó              | Italia             |
| Ranking UCI       | 1999 | Hanka Kupfernagel        | Saturn                     | Alemania           |
| Ranking UCI       | 2000 | Diana Žiliūtė            | Acca Due O-Lorena Camicie  | Italia             |
| Ranking UCI       | 2001 | Anna Millward            | Saturn                     | Alemania           |
| Ranking UCI       | 2002 | Susanne Ljungskog        | Saturn                     | Alemania           |
| Ranking UCI       | 2003 | Susanne Ljungskog        | Bik-Power Plate            | Alemania           |
| Ranking UCI       | 2004 | Judith Arndt             | Nürnberger Versicherun     | Alemania           |
| Ranking UCI       | 2005 | Oenone Wood              | Nürnberger Versicherun     | Alemania           |
| Ranking UCI       | 2006 | Nicole Cooke             | Univega                    | Alemania           |
| Ranking UCI       | 2007 | Marianne Vos             | T-Mobile Women             | Alemania           |
| Ranking UCI       | 2008 | Marianne Vos             | T-Mobile Women             | Alemania           |
| Ranking UCI       | 2009 | Marianne Vos             | Cervelo                    | Países Bajos       |
| Ranking UCI       | 2010 | Marianne Vos             | Cervelo                    | Países Bajos       |
| Ranking UCI       | 2011 | Marianne Vos             | Nederland Bloeit           | Países Bajos       |
| Ranking UCI       | 2012 | Marianne Vos             | Rabobank Women             | Países Bajos       |
| Ranking UCI       | 2013 | Emma Johansson           | Orica-AIS                  | Países Bajos       |
| Ranking UCI       | 2014 | Marianne Vos (7)         | Rabo Liv Women             | Países Bajos       |
| Ranking UCI       | 2015 | Anna van der Breggen     | Rabo Liv Women             | Países Bajos       |
| UCI World Ranking | 2016 | Megan Guarnier           | Boels Dolmans              | Países Bajos       |
| UCI World Ranking | 2017 | Annemiek van Vleuten     | Boels Dolmans Cycling Team | Países Bajos       |
| UCI World Ranking | 2018 | Annemiek van Vleuten     | Boels Dolmans Cycling Team | Países Bajos       |
| UCI World Ranking | 2019 | Lorena Wiebes            | Boels Dolmans Cycling Team | Países Bajos       |
| UCI World Ranking | 2020 | Anna van der Breggen (2) | Trek-Segafredo Women       | Países Bajos       |
| UCI World Ranking | 2021 | Annemiek van Vleuten     | Team SD Worx               | Países Bajos       |
| UCI World Ranking | 2022 | Annemiek van Vleuten (4) | Team SD Worx               | Países Bajos       |
| UCI World Ranking | 2023 | Demi Vollering           | Team SD Worx (7)           | Países Bajos (15)  |